# Silje Opseth
Silje Opseth, född den 28 april 1999, är en norsk backhoppare som ingick i det norska lag som vann brons i lagtävlingen för damer vid Världsmästerskapen i nordisk skidsport 2019.
Opseth tävlade i de Olympiska vinterspelen 2018.

### Fotnoter
1. ↑  ”Opseth Silje - Biographie”. data.fis-ski.com. FIS. https://www.fis-ski.com/DB/general/athlete-biography.html?sector=JP&competitorid=200266. Läst 26 februari 2019.
2. ↑  Ladies Normal Hill Team. FIS NORDIC WORLD SKI CHAMPIONSHIPS 2019. Läst 26 februari 2019.
3. ↑  Silje OPSETH. Olympic.org. Läst 26 februari 2019.